# Priit Pärn
Priit Pärn (född 26 augusti 1946 i Tallinn) är en estnisk regissör till animerade filmer samt grafisk konstnär. Han har verkat som animatör sedan 1977 och har via flitigt deltagande på olika internationella filmfestivaler blivit en känd representant för estnisk animation och filmkonst. Pärn har fått motta priser för sin samlade produktion vid festivaler i bland annat Norge, Polen och Kroatien.

## Biografi

### Bakgrund
Pärn föddes och växte upp i Estniska SSR, i en rallarfamilj. 1965 avslutade han sina gymnasiestudier i Tapa. Fem år senare tog han examen i biologi vid Tartu universitet, och därefter arbetade han fram till 1976 som växtekolog vid Tallinns botaniska trädgård.
I slutet av 1960-talet blev Pärn började Pärn även verka som karikatyrteckningar och illustratör.

### Filmskapande
Pärns debut i animationens värld skedde 1974, då han accepterade Rein Raamats erbjudande om att formge Kilplased.
Efter en kort tid som lärling på Tallinnfilm regisserade han 1977 sin första film Kas maakera on ümmargune? (svenska: Är jorden rund?); 1976 började Pärn arbeta som art director och filmregissör vid animationsavdelningen på bolaget (Nukufilm), och successivt utvecklades han till bolagets ledande animatör. Sedan 1994 arbetar han på animationsbolaget Eesti Joonisfilm.
Pärns viktigaste filmer anses vara Kolmnurk (svenska: Triangeln, 1982), Eine murul (Frukost i det gröna, 1987), Hotel E (1992), 1895 (regisserad tillsammans med Janno Põldma 1995) samt Porgandite öö (1998). Sammanlagt har han mellan åren 1977 och 2014 producerat tolv olika animerade filmer som regissör, manusförfattare och konstnärligt ansvarig. Därutöver har han även producerat en mängd kortare filmer och reklamfilmer.
Flera av Priit Pärns filmer på senare år har producerats ihop med hustrun Olga Pärn (född Martjenko).

### Övriga aktiviteter
Sedan början av 1980-talet har Pärn även verkat som grafisk konstnär.
Han har sedan 1990 även varit verksam som lärare, främst i film/animation vid filmskolor i Finland (om animation på Konstakademin i Åbo i Finland 1994–2007), Norge, Tyskland, Schweiz, Spanien, Belgien, Nederländerna, Frankrike och Storbritannien.
Priit Pär har under åren deltagit flitigt i internationella filmfestivaler. Hans verk har vid ett drygt 30-tal tillfällen synts på egna utställningar i Kanada och olika europeiska länder.

## Stil och erkännande
Pärns stil karaktäriseras av svart humor, politiska fantasier, lekfull surrealism och en unik grafisk stil. Hans råa stil markerade en avvikelse från både Rein Raamats överdrivet seriösa och moraliserande filmer, likväl som Sojuzmultfilms Disneyliknande filmer. Bland den nya generationen estniska filmmakare som har följt i Pärns fotspår, märks bland andra Ülo Pikkov och Priit Tender.
Bland produktioner som inspirerats av Pärns stil kan nämnas de animerade TV-serierna Rugrats och Aaahh!!! Riktiga Monster.
2002 mottog Pärn priset "Lifetime Achievement Award" av ASIFA (Association internationale du film d’animation). Senare har han fått motta priser för sin samlade produktion vid festivaler i Norge (Fredrikstad, 2004), Polen (2007) och Kroatien (Animafest, 2008).
Sedan 2006 är Pärn ordförande för animationssektionen vid Estlands konstakademi. Två år senare tillträdde han även som ledamot av Europeiska filmakademin.

## Filmografi
Alla filmerna nedan är animerade verk och i regi av Priit Pärn om inget annat nämns. Listan inkluderar ej reklamfilmer eller motsvarande.
- 1977 – Kas maakera on ümmargune (10 minuter)
- 1978 – Ja teeb trikke (10 min)
- 1980 – Harjutusi iseseisvaks eluks (10 min)
- 1982 – Kolmnurk (15 min)
- 1984 – Aeg maha (10 min)
- 1987 – Eine murul (25 min)
- 1992 – Hotel E (29 min)
- 1995 – 1895 (regi ihop med Janno Põldma; 30 min)
- 1998 – Porgandite öö (30 min)
- 2003 – Karl ja Marilyn (24 min)
- 2003–2005 – Frank ja Wendy (filmserie à 7 x 9,5 min; regi av Priit Tender, Ü. Pikkov och K. Jancis)
- 2008 – Elu ilma gabriella ferrita (regi ihop med Olga Pärn; 44 min)
- 2010 – Tuukrid vihmas (regi ihop med Olga Pärn; 23 min)
- 2014 – Lendurid koduteel (regi ihop med Olga Pärn; 16 min)